# Liste der denkmalgeschützten Objekte in Strasshof an der Nordbahn
Die Liste der denkmalgeschützten Objekte in Strasshof an der Nordbahn enthält die 4 denkmalgeschützten, unbeweglichen Objekte der niederösterreichischen Marktgemeinde Strasshof an der Nordbahn.

## Denkmäler
| Foto |                 | Denkmal                                                                                              | Standort                                                | Beschreibung                                                                                            | Metadaten |
| ---- | --------------- | --- | ------------------------------------------------------- | --- | --- |
| ja   | Datei hochladen | Wohnhäuser/Personalwohnhäuser Straßhof HERIS-ID: 50670 Objekt-ID: 55888                              | Bahnhofplatz 18 Standort KG: Straßerfeld                | Weitläufige Anlage mit Rohziegelbauten aus dem ersten Viertel des 20. Jahrhunderts                      | BDA-Hist.: Q38041537 Status: Bescheid Stand der BDA-Liste: 2025-06-30 Name: Wohnhäuser/Personalwohnhäuser Straßhof GstNr.: .70, .71, .74, .75, .76 Denkmalgeschützte Wohnhäuser (Straßhof) |
| ja   | Datei hochladen | Kath. Pfarrkirche hl. Antonius von Padua HERIS-ID: 10685 Objekt-ID: 6746                             | Pestalozzistraße 62 (Pfarrhof) Standort KG: Straßerfeld | Ein niedriger, schlichter Sakralbau, der von 1923 bis 1925 errichtet wurde.                             | BDA-Hist.: Q22694105 Status: § 2a Stand der BDA-Liste: 2025-06-30 Name: Kath. Pfarrkirche hl. Antonius von Padua GstNr.: 48/470, .236, .676 |
| ja   | Datei hochladen | Fußgängersteg HERIS-ID: 109543 Objekt-ID: 127175                                                     | westlich Sillerstraße 123 Standort KG: Straßerfeld      | Eisenkonstruktion                                                                                       | BDA-Hist.: Q37815192 Status: Bescheid Stand der BDA-Liste: 2025-06-30 Name: Fußgängersteg GstNr.: 28/307, 28/306, 31/240 Fußgängersteg (Straßhof) |
| ja   | Datei hochladen | Ehem. Zugförderungsstelle Silberwald/Heizhausanlage, Eisenbahnmuseum HERIS-ID: 10686 Objekt-ID: 6747 | Sillerstraße 123 Standort KG: Straßerfeld               | Eine Stahlbetonhalle mit Stahlfachwerkbindern über 10 Gleisen, die um 1943/44 bis 1947 errichtet wurde. | BDA-Hist.: Q1311816 Status: Bescheid Stand der BDA-Liste: 2025-06-30 Name: Ehem. Zugförderungsstelle Silberwald/Heizhausanlage, Eisenbahnmuseum GstNr.: 31/70, 31/73, 28/307, 28/308, 28/311, 28/312, 28/317, 28/318, 28/321, 28/322, 28/328, 31/15, 31/16, 31/42, 31/65, 31/44, 31/248, 28/3, .222, 28/2, 28/8, 28/9, 28/315, 28/316, 28/319, 28/325, 29/4, 29/5, 29/110, 29/113, 31/8, 31/9, 31/19, 31/20, 31/23, 31/24, 31/28, 31/31, 31/32, 31/35, 31/36, 31/39, 31/43, 31/50, 31/51, 31/57, 31/58, 31/61, 31/62, 31/66, 31/69, 31/74, 31/80, .393, .548, .550, .558, 31/240, 31/27 Eisenbahnmuseum Strasshof |